# Унетиці
Унетиці (традиційне написання, фактично вимовляється Унєтіце) — муніципалітет і село в районі Прага-Захід у Середньочеському краї Чеської Республіки. Населення складає близько 800 осіб. На честь могильника, виявленого в Унетиці, названо Унетицьку культуру бронзового віку.

## Економіка
Муніципалітет відомий своєю невеликою пивоварнею «Унетиці». Пивоварня була побудована в 1710 і в 1897 займала 3-є місце за обсягом виробництва в регіоні. Виробництво пива припинилося 1949 року, але з 2011 року традиція відновлюється. Унетицьке розливне пиво популярне у сучасній Празі у «нетуристських» пивних.
Герб муніципалітету містить посудину унетицької культури для пива, що говорить як про історичну пам'ятку місця, так і про традицію пивоваріння.